# Mokronog-Trebelno község
Mokronog-Trebelno község (szlovénül: Občina Mokronog-Trebelno) Szlovénia 212 alapfokú közigazgatási egységének, azaz községének egyike a Délkelet-Szlovénia statisztikai régióban. A község központja Mokronog település, de nevét Trebelno településről is kapta. A község a történelmi Alsó-Krajna régió része. A község 2006-ban jött létre, amikor kivált Trebnje községből.

## A község (járás) települései
A községhez Mokronog székhelyen kívül a következő települések tartoznak:
- Beli Grič
- Bitnja Vas
- Bogneča Vas
- Brezje pri Trebelnem
- Brezovica pri Trebelnem
- Bruna Vas
- Cerovec pri Trebelnem
- Češnjice pri Trebelnem
- Cikava
- Čilpah
- Čužnja Vas
- Dolenje Laknice
- Dolenje Zabukovje
- Drečji Vrh
- Gorenja Vas pri Mokronogu
- Gorenje Laknice
- Gorenje Zabukovje
- Gorenji Mokronog
- Hrastovica
- Jagodnik
- Jelševec
- Križni Vrh
- Log
- Maline
- Martinja Vas pri Mokronogu
- Mirna Vas
- Most
- Ornuška Vas
- Ostrožnik
- Podturn
- Pugled pri Mokronogu
- Puščava
- Radna Vas
- Ribjek
- Roje pri Trebelnem
- Slepšek
- Srednje Laknice
- Štatenberk
- Sveti Vrh
- Trebelno
- Velika Strmica
- Vrh pri Trebelnem

## Népesség
| Lakosok száma | 2873 | 2901 | 2956 | 2983 | 3025 | 3024 | 3032 | 3015 | 3080 | 3138 |
|               | 2008 | 2009 | 2011 | 2012 | 2013 | 2015 | 2016 | 2017 | 2019 | 2020 |